# Eupithecia lutulenta
Eupithecia lutulenta är en fjärilsart som beskrevs av Karl Dietze 1913. Eupithecia lutulenta ingår i släktet Eupithecia och familjen mätare. Inga underarter finns listade i Catalogue of Life.